# Werner Geier
Werner Geier (* 1962 in Mürzzuschlag; † 12. November 2007 in Wien) war ein österreichischer Radiojournalist, Labelbetreiber und Produzent.

## Leben
Geiers Selbstdarstellung lautete: „Werner Geier, nichts gelernt.“ Seine Eltern besaßen ein Kino.
Zu Beginn der 1980er Jahre studierte Geier zwei Semester Germanistik und Philosophie in New England, USA. Im Rahmen der neuen Ö3-Radiosendung Treffpunkt Musikmagazin gestaltete er erstmals Radiosendungen für den ORF. Nach sieben Beiträgen zu Städten, die für die musikalische Entwicklung der 1980er prägend waren, holte ihn Wolfgang Kos 1982 ins Sendungsteam von Die Musicbox. In den späten 1980er Jahren übernahm er gemeinsam mit Fritz Ostermayer die Leitung der Sendung.

„Die Musicbox, das war mein Über-Ich. Am Anfang habe ich mir gedacht: Was mache ich nur bei diesen genialischen Menschen, die mir, als ich klein war, die Welt erklärt haben? Später habe ich dann gewisse journalistische ‚Techniken‘ entdeckt. Man muss nicht aus sich selber schöpfen. Es gibt genügend andere ‚Quellen‘.“

Später war er beim Aufbau des Jugendsenders FM4 federführend, über den er in späteren Jahren „lieber nicht sprechen“ wollte. Er zeichnete als DJ Demon Flowers für das Format Rough Mix und später gemeinsam mit Katharina Weingartner für die Sendung Tribe Vibes & Dope Beats verantwortlich. Tribe Vibes gilt als die erste Hip-Hop-Radiosendung Österreichs.
Als Musikproduzent gelang ihm mit der Wiener Formation Hip Hop Finger und der Sängerin Leena Conquest der internationale Hit Boundaries, des Weiteren arbeitete er für Massive Attack und Stereo MCs. Für Mark Murphys Song for the Geese erhielt er 1998 eine Grammy-Nominierung.
In den 1990er Jahren betrieb er das mittlerweile eingestellte Plattenlabel Uptight gemeinsam mit Rodney Hunter.
Werner Geier starb nach langer Krankheit am 12. November 2007.
2012 ging sein Nachlass mit Arbeitsmaterial, Tonträgern, Flyern und Postern an das Wien Museum. 2013 wurde der Sammlung die Sonderausstellung Uptight – Die Sammlung Werner Geier gewidmet.

## Trivia
Geiers Großonkel war der Schauspieler Werner Pochath.

## Werner Geiers Texte im Web
- Werner Geier: Er war ein Superstar. Nachruf auf Falco. FM4, 7. Februar 1998.